# 新厝 (臺南市)
新厝，是臺灣臺南市柳營區的一個傳統地域名稱，位於該區南部中段。相較於今日行政區，其範圍大致為神農里西部。
本地區境內主要聚落為新厝仔，德元埤水庫的水域位於本地區北部、西部及南部邊界地帶，水庫旁的景點德元埤荷蘭村位於境內西北部。

## 歷史
台灣日治初期，新厝地區為一街庄，稱為「新厝庄」，隸屬於果毅後堡。該庄昔日北與路東庄、大腳腿庄為鄰，東與果毅後庄為鄰，南邊及西邊大部分為水漆林庄，西北邊一小段與查畝營庄為界。
1901年（日治明治三十四年）11月11日，全台廢縣廳改設二十廳，該庄隸屬於鹽水港廳。1904年（明治三十七年）4月1日，該庄編入「果毅後區」，隸屬於鹽水港廳。1906年（明治三十九年）4月1日，鹽水港廳內管轄區域調整，該庄仍隸屬於「果毅後區」。1909年（明治四十二年）10月25日，全台合併二十廳為十二廳，果毅後區改隸屬於嘉義廳。1920年（大正九年）10月1日，全台地方制度大改正，廢十二廳改設五州二廳，該庄改制為「新厝」大字，隸屬於臺南州新營郡柳營庄。
戰後柳營庄改制為柳營鄉，隸屬於臺南縣，大字亦改制為村。1950年10月25日，雲、嘉、南分治，柳營鄉仍隸屬於臺南縣。2010年12月25日，臺南縣、市合併為直轄臺南市，柳營鄉改制為柳營區，村亦改制為里。

## 聚落
本地區發展較早的聚落為新厝仔，在日治期初期的官方地圖上已有記載。

## 交通
區道南112線是大洲埔至果毅後的道路，經過本地區主聚落。

## 水利設施
- 德元埤水庫（水域位於本地區北部、西部及南部邊界地帶）

## 景點
- 德元埤荷蘭村